# 喬瑛 (弘治進士)
喬瑛（1474年—？），字汝修，雲南守禦通海前前千戶所軍籍，山西太原府清源縣人，明朝政治人物。

## 生平
弘治十一年（1498年）戊午科雲貴鄉試第三十三名舉人，十二年（1499年）中式己未科會試第一百十二名，三甲第一百六十二名進士。授南京戶部主事，升員外郎、郎中，出為衡州府知府。

## 家族
曾祖喬克銘；祖父喬如山；父喬榮。前母沈氏；母梁氏。慈侍下。兄喬玥。